# Ninh Thạnh Lợi A
Ninh Thạnh Lợi A là một xã thuộc huyện Hồng Dân, tỉnh Bạc Liêu, Việt Nam.

## Địa lý
Xã Ninh Thạnh Lợi A nằm ở phía tây nam huyện Hồng Dân, có vị trí địa lý:
- Phía đông và phía nam giáp huyện Phước Long
- Phía tây giáp tỉnh Kiên Giang
- Phía bắc giáp xã Ninh Thạnh Lợi.

Xã Ninh Thạnh Lợi A có diện tích 66,87 km², dân số năm 2022 là 10.200 người, mật độ dân số đạt 152 người/km².

## Hành chính
Xã Ninh Thạnh Lợi A được chia thành 5 ấp: Chòm Cao, Chủ Chọt, Nhà Lầu I, Nhà Lầu II, Thống Nhất.

## Lịch sử
Ngày 1 tháng 8 năm 2008, Chính phủ ban hành Nghị định số 85/2008/NĐ-CP về việc thành lập xã Ninh Thạnh Lợi A trên cơ sở điều chỉnh 6.687,25 ha diện tích tự nhiên và 7.146 nhân khẩu của xã Ninh Thạnh Lợi.